# Salsola ericoides
Salsola ericoides är en amarantväxtart som beskrevs av Friedrich August Marschall von Bieberstein. Salsola ericoides ingår i släktet sodaörter, och familjen amarantväxter. Inga underarter finns listade i Catalogue of Life.